# Vanessa Cozzi
Vanessa Cozzi de Castro (São Paulo, 25 de março de 1983 é uma remadora brasileira. Representou o Brasil nos Jogos Olímpicos de 2016, no Rio de Janeiro.

## Carreira
Vanessa iniciou tardiamente na prática competitiva do remo, somente aos 28 anos, na Raia Olímpica da Universidade de São Paulo. Três anos depois, conseguiu o índice olímpico ao conquistar a medalha de ouro no skiff duplo leve ao lado de Fernanda Nunes Ferreira na Regata de Classificação Olímpica Latino-Americana, no Chile. Como Fabiana Beltrame também conquistou o índice olímpico no skiff simples, mas a Confederação Brasileira de Remo teve que optar por um dos barcos, uma vez o país-sede podia inscrever atletas para apenas uma prova. A CBRemo viria a escolher o barco de Vanessa e Fernanda no skiff duplo leve.
Nos Jogos Olímpicos de 2016, Vanessa e Fernanda não se classificaram para as semifinais do skiff duplo leve, terminando em terceiro na qualificatória e em quinto na repescagem. Com o terceiro lugar na semifinal C/D, a dupla brasileira remou a Final C, finalizando a competição com o terceiro lugar na bateria e 15º lugar geral.